# Усть-Мосиха
Усть-Мо́сиха — село в Ребрихинском районе Алтайского края.
Население — 1075 жителей (2016).

## Историческая справка
14 августа 1919 года — Восстание против колчаковских войск в селе Усть-Мосиха на Алтае. Центр борьбы красных партизан и колчаковцев, описанный в романе Георгия Васильевича Егорова «Солона ты, земля».

## География
Село расположено в 30 км от Ребрихи в Кулундинском ленточном бору, у истока реки Кулунда.
Климат континентальный. Средняя температура января — −18,6 С, июля — +18,8 С. Годовое количество атмосферных осадков — 370 мм.
Рельеф — равнинный с редкими оврагами.
В западной части села проходит ленточный бор. Растут береза, тополь, сосна, осина, клен, акация, черемуха, калина.
Обитают из зверей — лось, косуля, волк, лиса, корсак, барсук, бобр, заяц; из птиц — гусь, утка, куропатка серая, филин, сова, коршун; из рыб — карась, карп, линь, щука, окунь, плотва, налим.

## Население
| 1926  | 1997  | 1998  | 1999  | 2000  | 2001  |
| ----- | ----- | ----- | ----- | ----- | ----- |
| 5199  | ↘1650 | ↗1652 | ↘1618 | ↘1600 | ↘1591 |
| 2002  | 2003  | 2004  | 2005  | 2006  | 2007  |
| ↘1520 | ↘1468 | ↗1470 | ↘1436 | ↘1386 | ↘1336 |
| 2008  | 2009  | 2010  | 2011  | 2012  | 2013  |
| ↗1338 | ↘1337 | ↘1231 | ↗1259 | ↘1215 | ↘1188 |
| 2014  | 2015  | 2016  | 2017  | 2018  | 2019  |
| ↘1116 | ↘1089 | ↘1075 | ↗1087 | ↘1084 | ↗1090 |
| 2020  | 2021  |       |       |       |       |
| ↘1079 | ↘1033 |       |       |       |       |

## Экономика
Основное направление экономики — сельское хозяйство. В селе находятся сельхозпредприятие ООО «Возрождение» (бывший колхоз «Победа»), 11 фермерских хозяйств и лесное хозяйство ООО «Вектор».
Ведущим предприятием на территории села является сельхозпредприятие ООО «Возрождение» — одно из молодых хозяйств Ребрихинского района, основанное в 2002 году на территории бывшего СПК колхоз «Победа». Расстояние до села Ребриха — 30 км, до Барнаула — 130 км. Общая земельная площадь составляет 10179 га, из них основную часть занимают сельскохозяйственные угодья: 6999 га — пашни, 2498 га — кормовые угодья.
«Возрождение» прочно занимает лидирующие места по многим показателям в Ребрихинском районе. Взяв курс на техническое перевооружение, хозяйство полностью обновило тракторный парк, почвообрабатывающие орудия, зерно и кормоуборочную технику, приобрело набор техники для выращивания сахарной свёклы. В 2013 году проведён ремонт животноводческого комплекса, а в 2010 году полностью реконструирован корпус для содержания 100 свиноматок. Поголовье крупного рогатого скота с 2008 до настоящего времени[какого?] увеличилось на 42 %, урожайность зерновых культур — с 17,5 ц до 28 ц, надои молока на фуражную корову — на 26 %. За последние три года[какие?] объём реализации собственной продукции увеличился на 49 %, в том числе продукции растениеводства — на 34,4 %, животноводства — на 79,4 %.
Директор хозяйства, Ильин А. В., награждён медалью Алтайского края «За заслуги перед обществом». Также он является депутатом районного совета народных депутатов избирательного округа № 6, ведёт работу по привлечению населения к благоустройству и озеленению.
ООО «Возрождение» в 2009 году было признано социально-ответственным работодателем. На сегодняшний день[когда?]

 количество работающих составляет 96 человек, и это количество постоянно увеличивается. Также с целью закрепления кадров практикуется выдача ссуд на приобретение жилья в селе.
ООО «Возрождение» безвозмездно передало двухэтажное здание пенсионному фонду и взяло на себя часть затрат на капитальный ремонт дороги от села Усть-Мосиха до села Ребриха.

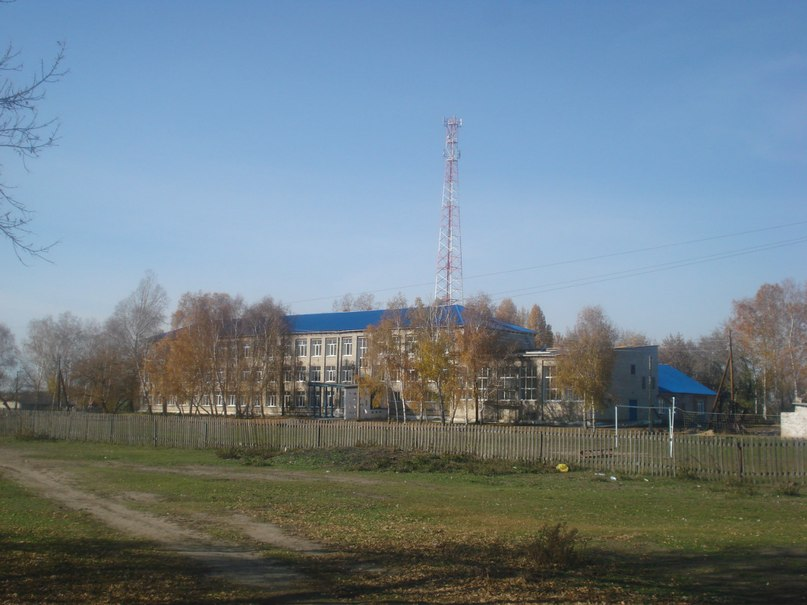
Усть-Мосихинская СОШ

## Социальная сфера
В селе с 1969 года работает полная средняя школа, нынешнее название — Муниципальное казённое общеобразовательное учреждение «Усть-Мосихинская средняя общеобразовательная школа» Ребрихинского района Алтайского края. В 2017 году директор — Туровская Ольга Петровна. Школа имеет филиал в селе Ясная Поляна Ребрихинского района.
В свою очередь, в Усть-Мосихе существует филиал Ребрихинской районной центральной библиотеки — Усть-Мосихинская  сельская библиотека. В ней числится читателями около половины жителей села.
Действует филиал КГБУЗ «Ребрихинская центральная районная больница» —  Усть-Мосихинская врачебная амбулатория. Она занимается оказанием первичной доврачебной и врачебной медико-санитарной помощи в амбулаторных условиях, проведением вакцинаций и медосмотров. Имеется пять коек дневного стационара.

## Транспорт
Усть-Мосиха связана автобусным сообщением с районным центром Ребриха.

## Известные уроженцы и жители
- Геннадий Петрович Бородин
- Иван Григорьевич Донских